# Stephen Swart
Stephen Swart (Auckland, 5 de gener de 1965) és un ciclista neozelandès, que fou professional des del 1987 fins al 1995.
Va aconseguir 2 cops la Volta a Nova Zelanda i 5 etapes de la Herald Sun Tour.
Anys més tard de retirar-se, Swart va parlar sobre el dopatge al ciclisme, especialment de l'etapa que va estar a Motorola. Allí va conviure amb Lance Armstrong a qui va acusar de ser l'instigador del consum d'EPO, però admetent que tothom en prenia conscientment. En un principi es va acusar Swart de ser un perdedor i se'l va menystenir, però l'any 2012 va ser anomenat "Neozelandès de l'any" per haver explicat la veritat.

## Palmarès
- 1987
  - Vencedor de 2 etapes a la Herald Sun Tour
- 1989
  - Vencedor d'una etapa de la Redlands Bicycle Classic
- 1990
  - 1r a la Volta a Nova Zelanda
  - Vencedor d'una etapa de la Redlands Bicycle Classic
- 1992
  - 1r al Campionat dels Estats Units de Critèrium
  - Vencedor de 2 etapes a la Herald Sun Tour
  - Vencedor de 2 etapes a la Celestial Bicycle Classic
  - Vencedor d'una etapa de la Volta a Adriondacks
- 1993
  - Vencedor d'una etapa de la Herald Sun Tour
- 1993
  - 1r a la Volta a Nova Zelanda

### Resultats al Tour de França
- 1987. Abandona (19a etapa)
- 1994. 112è de la classificació general
- 1995. 109è de la classificació general